# 塔吉克足球協會
塔吉克足球協會是專門管轄塔吉克足球事務的組織。該組織成立於1936年，原本是蘇聯足球總會的附屬協會，蘇聯解體後成為獨立的足球協會，並於1994年先後年加入國際足協和亞洲足協。

## 外部連結
- 官方網頁 （页面存档备份，存于）
- 國際足協網頁 （页面存档备份，存于）
- 亞洲足協網頁